# Eduardo Rovner
Eduardo Rovner (* 20. August 1942 in Buenos Aires; † 22. April 2019 in Pinamar) war ein argentinischer Dramatiker, Schriftsteller und Musiker.

## Leben und Karriere
Rovner studierte in seiner Heimatstadt u. a. Ingenieurwissenschaften an der Universität und Sozialpsychologie an der Escuela de Enrique Pichón Rivière. Daneben nahm er noch Geigenunterricht am Konservatorium Municipal de Música „Manuel de Falla“.
Zwischen März 1991 und Oktober 1994 leitete Rovner als verantwortlicher Direktor das Teatro Municipal General San Martín in seiner Heimatstadt. Nach einigen Tourneen und Gastspielen gab Rovner nahezu alle offiziellen Aufgaben auf und lebte als freier Schriftsteller in seiner Heimatstadt.

## Ehrungen
- Premio Argentores (Sociedad general de Autores de la Argentina)
- Premio Casa de las Américas
- Premio Konex

## Werke (Auswahl)
Sachbücher
- La dramaturgia en Iberoamérica. Teoría y práctica. Editores Galerna, Buenos Aires 1998, ISBN 950-556-379-5 (zusammen mit Osvaldo Pellettieri)
- La puesta en escena en Latinoamérica. Teoría y práctica. Editores Galerna, Buenos Aires 1996, ISBN 950-556-347-7 (zusammen mit Osvaldo Pellettieri).

Bearbeitungen
- La flauta mágica. Ópera para niños (zusammen mit Marcelo Katz und Martín Joab, frei da Mozarts „Zauberflöte“).
- Fuego en Casabindo. Ópera (zusammen mit Bernardo Carey, frei nach dem Roman von Héctor Tizón).
- Guillermo Tell. Ópera para niños (zusammen mit Marcelo Katz und Martín Joab, frei nach Rossinis „Guillaume Tell“).
- La nona (frei nach dem gleichnamigen Werk von Roberto Cossa).

Theaterstücke
- Compañia.
- En tren de soñar.
- La mosca blanca.
- Noche de ronda.
- Otras almas gemelas.
- Una pareja.
- El sueño de Ulises.
- Sócrates, el encantador de almas.
- La sombra de Federico. (zusammen mit César Oliva).
- Teodoro y la luna.
- Los Vezquez.
- Volvió una noche.